# Le pape Léon XIII au Vatican
Le pape Léon XIII au Vatican è un cortometraggio del 1903 diretto da Lucien Nonguet.

## Trama
Documentario su Papa Leone XIII.